# Dennis Bauer
Dennis Bauer (* 18. Dezember 1980 in Koblenz) ist ein ehemaliger deutscher Fechter, der 2000 eine olympische Bronzemedaille mit der Säbelmannschaft gewann.

## Leben
Der von Eberhard Mehl bei CTG Koblenz trainierte Athlet war 1997 Kadetten-Weltmeister und Junioreneuropameister in der Einzelwertung und 2000 Junioren-Weltmeister in der Einzel- und Mannschaftswertung. Beim Weltcup-Turnier in Bonn belegte er 1999 den zweiten Platz. Bei den Olympischen Spielen 2000 in Sydney schied er im Einzelwettbewerb in der dritten Runde aus und belegte Rang 14. Im Mannschaftswettbewerb hatte er gegen Italien und Frankreich ein nahezu ausgeglichenes Trefferverhältnis, im Kampf um Bronze gegen die rumänischen Fechter steuerte er 15:11 Treffer bei. Dennis Bauer, Wiradech Kothny und Alexander Weber gewannen mit der Bronzemedaille die erste olympische Medaille deutscher Säbelfechter seit 1936. 2001 gewann Bauer den Deutschen Meistertitel mit dem Säbel. Bei den Fechtweltmeisterschaften 2002 erfochten Michael Herm, Alexander Weber, Harald Stehr und Dennis Bauer die Bronzemedaille.